# OK Computer
OK Computer is het derde album van de Britse band Radiohead, uitgebracht in de zomer van 1997, OK Computer wordt beschouwd als een van de toonaangevende albums uit de jaren negentig. Het album wordt geprezen om twee aspecten: de teksten, die soms ondoorgrondelijk zijn en veel laten zien van wat leadzanger Thom Yorke ervaart als de leegte in de huidige westerse maatschappij. Veel belangrijker was de muzikale innovatie: Radiohead zette met dit album een complexe compositie neer, met nummers als "Paranoid Android" dat net als enkele andere klassiekers uit de rockmuziek ("November Rain" van Guns N' Roses, "Stairway to Heaven" van Led Zeppelin, "Bohemian Rhapsody" van Queen, "Shine On You Crazy Diamond" van Pink Floyd) diverse 'hoofdstukken' kent en vele tempo- en sfeer-wisselingen. Liefhebbers maken graag de vergelijking tussen OK Computer en Pink Floyds The Dark Side of the Moon. De invloed die Radiohead met dit album heeft gehad op het genre van de alternatieve rockmuziek is groot. Bands als Coldplay en Bloc Party, die in de jaren hierna zouden opkomen, noemen Radiohead als een van hun belangrijkste inspiraties.
In de Album top 100 2006 van het Belgische radiostation Studio Brussel eindigde hij op de derde plaats na Nevermind van Nirvana en Ten van Pearl Jam. In de Album Top 100 2009 eindigde hij op de 2de plaats na Ten van Pearl Jam. Ook in de jaarlijkse toplijsten van 3FM eindigen OK Computer en nummers als "Paranoid Android", "Karma Police" en "No Surprises" altijd hoog.
Het grote succes van dit album en de langdurige tournee die erbij hoorde, legde druk op de band. Ze waren niet voorbereid op de drastische verandering in hun leven, die dit betekende. Yorke verzeilde in een depressie en had last van een schrijversblok. In latere interviews gaven de bandleden aan dat OK Computer bijna het einde van Radiohead had betekend.

## Aanloop
Na het uitbrengen van The Bends ging de muziekgroep op concertreis. Gedurende die concertreis werd hun door Brian Eno gevraagd een nummer te leveren voor het liefdadigheidsalbum The Help Album. Onder hoge druk (alle muziek moest op één dag opgenomen worden) nam Radiohead het nummer Lucky op; het duurde onder leiding van muziekproducent Nigel Godrich vijf uur om het op te nemen. Daarna ging de band weer verder met optreden, maar werd in januari 1996 een pauze ingelast. In die periode probeerde de band los te komen van The Bends, de leden wilden iets nieuws (Selway: "herhaling is vervelend"; Yorke: "geen negatief album meer"). Het succes van dat album gaf hun wel voldoende vertrouwen om zelf als producent te gaan optreden. Godrich zou alleen nog een adviserende rol krijgen bij de keus van opnameapparatuur, daarbij financieel ondersteund door Parlophone Records dat daarvoor 100.000 Britse pond budgetteerde. De fans zagen een tweede The Bends wel zitten, was de mening, maar de bandleden zagen daar niets in; ze wilden juist het tegenovergestelde. Gedurende het aanlooptraject bleek dat de invloed van Godrich dermate groot was, dat hij toch als co-producent werd genoteerd.

## Opnamen
Nadat de band begin 1996 al enkele demo’s had opgenomen in de Chipping Norton Recording Studio volgde een periode van oefenen en opnamen in hun Canned Applause Studio nabij Didcot. Hoewel er voor het nieuwe album geen deadline lag, hadden de bandleden alle moeite om tot een eindresultaat te komen. Dit werd mede in de hand gewerkt doordat iedereen gelijke inbreng had in de nummers die het album moest bevatten. Het leverde een samenwerking op, maar ook frictie tussen de leden; niet ieder bandlid vond het fijn commentaar te krijgen op zijn nummer. Het leverde toch een diepere inschakeling van Nigel Godrich op, die zag dat de bandleden iemand nodig hadden die het geheel bleef overzien, een soort managersfunctie. Radiohead had steeds meer moeite met de provisorische studio en schortte de opnamen op voor een aantal voorprogrammaconcerten bij Alanis Morissette in de Verenigde Staten. Tijdens die concerten was een aantal nieuwe nummers te horen. Ander oponthoud vond plaats omdat de band gevraagd werd muziek te leveren voor Romeo + Juliet van Baz Luhrmann. Ze kregen inspiratie uit de scene waarin Claire Danes een pistool tegen haar hoofd gericht houdt; het resultaat van Exit music (for a film), dat op de achtergrond te horen is tijdens de aftiteling (op het album van de soundtrack ontbreekt het nummer op verzoek van Radiohead). Het nummer gaf richting aan de rest van het album; Yorke was trots op de uitvoering en tevreden van begin tot eind.
In september 1996 betrok Radiohead St Catherine’s Court, een landhuis nabij Bath, eigendom was actrice Jane Seymour. Greenwood vergeleek het landhuis met eerdere studio's en merkte op dat het minder aanvoelde als een laboratoriumexperiment en meer als mensen die tezamen met een album bezig waren. Het gigantische pand had allerlei ruimtes waarin de band kon experimenteren en opnemen onder verschillende omstandigheden. Het niet hebben van een deadline zorgde weliswaar voor ontspanning, maar zorgde er ook voor dat de bandleden moeite hadden het album te voltooien. Het album zou voor ongeveer 80% live ingespeeld worden; O’Brien en Yorke hadden toch een broertje dood aan overdubs. Met name Yorke had er profijt van. Zijn gezang stond vaak in een take klaar; hij had daarbij het gevoel dat wanneer hij extra pogingen zou wagen, hij er tev eel bij zou nadenken. In oktober 1996 vonden nog wat repetities plaats in Canned Apllause Studio, waarna de opnamen werden voltooid in het landhuis. Voor het album werden veertien tracks gekozen. Daar waar nodig werden nog strijkersklanken toegevoegd die in januari 1997 opgenomen werden in de Abbey Road Studios. Voor de mix (weer Nigel Godrich, die dezelfde moeilijkheid ondervond om gefocust te blijven) was twee maanden nodig waarop Chris Blair de mastering verzorgde in de Abbey Road Studios.

## Stijl
Yorke lichtte aan muziekblad toe, dat de werkwijze op het album overeenkomsten vertoonde met het fusionalbum Bitches Brew van Miles Davis, waarin de composities eerst opgetuigd werden om vervolgens weer deels afgebroken te worden. Andere inspiratiebronnen waren Elvis Costello (I'll wear it proudly), R.E.M. (Fall on me), PJ Harvey (Dress) en The Beatles (Day in the Life). Ook de filmmuziek van Ennio Morricone en krautrock van Can wezen hun de richting. Greenwood zou later zeggen dat OK Computer een poging was al die schitterende werken de herscheppen, hetgeen mislukte. Ze wilden voorts een schokeffect bereiken, gelijk aan het album Pet Sounds van The Beach Boys. Dit wilde Radiohead bereiken door hun instrumentarium uit te breiden, maar moesten voornamelijk bij hun muziek nog uitzoeken welk instrument er het bij paste; Blad Spin noemde het dan ook wel; een doe-het-zelfalbum met elektronische muziek gespeeld op gitaar. Het idee dat het album ook terug zou grijpen op de progressieve rock van de jaren zeventig wimpelde Yorke weg, maar het bleef in sommige recensies steeds weer de kop opsteken. 
Ook voor de teksten werden inspiratiebronnen gevonden, dit maal in werk van Noam Chomsky, Eric Hobsbawm, Will Hutton, Jonathan Coe en Philip K. Dick. Het leverde abstractere teksten op dan op voorgaande albums, er bleek weinig onderlinge samenhang in te zitten. Toch kwamen sommige critici uit bij een conceptalbum (of klassieker gezegd een liederbundel), maar ook dit ontkende de band. Desalniettemin was de band zelf veertien dagen bezig de opgenomen muziek te rangschikken en gaven aan dat het album het best beluisterd kan worden als één geheel.

## Titel
OK Computer is gehaald uit de radioserie Hitchhiker's Guide to the Galaxy uit 1978, waarin de zinsnede voorkomt: "Okay, computer, I want full manual control now". De bandleden luisterden naar de serie tijdens de weguren behorend bij hun tournee. Yorke lichtte toe dat hij ermee de toekomst wilde omarmen, maar vond diezelfde toekomst afschrikwekkend met alle apparatuur en geluidjes. Blad Wire ging daarin mee, zij hoorden een hommage aan de Apple Macintosh-computers die een spraakherkenning hadden, die gelijkstond aan “enter”. Alternatieve titels voor het album waren Ones and zeros (een verwijzing naar het binaire systeem waarin computers werken) en Your home may be at risk if you do not keep up payments.

## Hoes
De platenhoes is het resultaat van een samenwerking van Yorke en vaste ontwerper bij Radiohead Stanley Donwood. Yorke maakte allerlei tekeningetjes tijdens de opnamen om het werk te visualiseren. Die werden weer door Donwood verder ingevuld. Een van die schetsen behelst twee personen, waarbij volgens Yorke, de een de ander iets probeert te verkopen dat hij eigenlijk niet wil hebben. Voorts zou hij later zeggen dat die schetsen juist weergeven wat hij niet had kunnen vertellen in de liedteksten. Dit alles werd aangevuld met beelden die de band tijdens tournees had opgepikt, zoals de opname op een snelweg nabij Hartford (Connecticut). Bovendien zouden door Donwood allerlei correcties handmatig zijn doorgevoerd om tot de slotafbeeldingen te komen. De gebruikte collages van de hoes zijn doorgevoerd in het bijgeleverde tekstboekje; teksten werden afgedrukt in een ongebruikelijk lay-out, alternatieve spellingen en kleine aantekeningen. Radiohead maakte een statement ten opzichte van Warner Chappell; de standaardtekst luidt bijna altijd "Lyrics reproduced by kind permission by ..."; Radiohead vulde dat aan met “even though we wrote them”.  

## Uitgifte
Volgens Selway vond het Amerikaanse platenlabel Capitol Records het “commerciële zelfmoord”; ze vonden het niet goed, hetgeen de bandleden aan het twijfelen bracht, Hoe gaat dit verder. Capitol schatte in dat in plaats van de twee miljoen te verkopen exemplaren er “slechts” 500.000 exemplaren over de toonbank zouden gaan. Die schatting was mede gebaseerd op hun mening dat het album geen echte commerciële single met zich meedroeg; steeds verwijzend naar Creeps.
Daartegenover stond het Britse platenlabel Parlophone Records. Het kwam met een uitgebreide marketingcampagne in kranten en radiostations. De tekst van Filter Happier werd uitgebreid gebruikt met delen van de hoes kwam bijvoorbeeld op shirts terecht. Yorke legde uit dat die tekst het meest overeenkwam met een opmerking van een criticus "A coherent set of concerns". Andere middelen om het album te verkopen waren floppy discs met screensaver etc. Ondanks hun twijfels omtrent OK Computer hield Capitol ook een uitgebreide campagne; ze zouden niet eerder stoppen dan dat Radiohead de grootste band ter wereld was. Radiohead wilde zelf nog bij elk nummer een videofilmpje maken, maar dat bleek financieel niet haalbaar en ook had de band er onvoldoende tijd voor. Regisseur Grant Gee van No Surprises herinnerde zich dat de kosten van de videofilmpjes voor Paranoid Android en Karma Police over het budget gingen. Een ander plan dat niet doorging was een album-remix verzorgd door Massive Attack. Radiohead zelf paste hun website aan waarbij de nadruk kwam te liggen op dit album (in 2017 bij de viering van 20 jaar OK Computer werd dezelfde webpagina weer online gezet). Al snel was er een fansite onder de naam Atease, voortkomend in de teksten van Filter Happier. Het album werd ondersteund door drie singles Paranoid Android, Karma Police en No Surprises.

## Nummers
Alle nummers zijn geschreven door Thom Yorke, Jonny Greenwood, Ed O'Brien, Colin Greenwood en Phil Selway.
| Nr. | Titel                       | Duur |
| --- | --------------------------- | ---- |
| 1.  | Airbag                      | 4:44 |
| 2.  | Paranoid Android            | 6:23 |
| 3.  | Subterranean Homesick Alien | 4:27 |
| 4.  | Exit Music (For a Film)     | 4:24 |
| 5.  | Let Down                    | 4:59 |
| 6.  | Karma Police                | 4:21 |
| 7.  | Fitter Happier              | 1:57 |
| 8.  | Electioneering              | 3:50 |
| 9.  | Climbing Up the Walls       | 4:45 |
| 10. | No Surprises                | 3:48 |
| 11. | Lucky                       | 4:19 |
| 12. | The Tourist                 | 5:24 |

- Gemeinsame Normdatei: 4840376-3
- Library of Congress Control Number: n2004070950
- MusicBrainz release group: b1392450-e666-3926-a536-22c65f834433
- Virtual International Authority File: 176752758